# زبان اشاره مایایی
زبان اشاره مایایی زبان اشاره‌ای است که توسط مایاهای ناشنوا و کم شنوا در مکزیک و گواتمالا استفاده می‌شود.